# Lighthouse Point
Lighthouse Point è un comune degli Stati Uniti d'America situato nella parte settentrionale della Contea di Broward dello Stato della Florida.
Secondo le previsioni del 2011, la città ha una popolazione di 10 344 abitanti su una superficie di 6,20 km².